# Kogi (tribo)
Kogi é uma tribo aborígine que vive na floresta Amazônica no território da Colômbia. A única tribo que se sabe não foi conquistada durante a invasão espanhola, evoluindo e mantendo seus costumes desde sempre. Alguns fatos sobre eles são bastante curiosos e estão despertando interesse de pessoas do mundo inteiro.